# 王牌接线员拉里

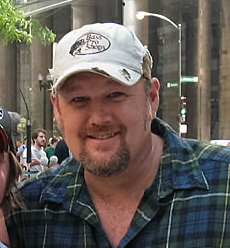

丹尼尔·劳伦斯·怀特尼（英語：Daniel Lawrence Whitney，1963年2月17日—），常用艺名“王牌接线员拉里”(Larry the Cable Guy)，是美国的栋笃笑演员、演员、乡村音乐艺术家，曾从事无线电相关工作。他是Blue Collar Comedy Tour的成员。
曾經在動畫電影《汽車總動員》(Cars)系列及其延伸作品中聲演拖線(Mater)，並在第二集《汽車總動員2：世界大賽》(Cars 2)擔任主角。